# Salvamont
Salvamont sau Asociația Națională a Salvatorilor Montani din România (A.N.S.M.R.) este o organizație recunoscută de utilitate publică care reunește salvatorii montani din România și care se ocupă de reglementarea activității de salvare montană și de pregătirea salvatorilor montani.
Salvamont este o asociație cu personal calificat, care oferă servicii destinate să salveze pe cei accidentați, rătăciți în munți. Salvamontul are în dotare de obicei vehicule și echipamentul necesar salvării. În Europa Occidentală asociația de salvare este dotată frecvent cu elicoptere și camere de filmare cu obiective speciale.

## Scurt istoric

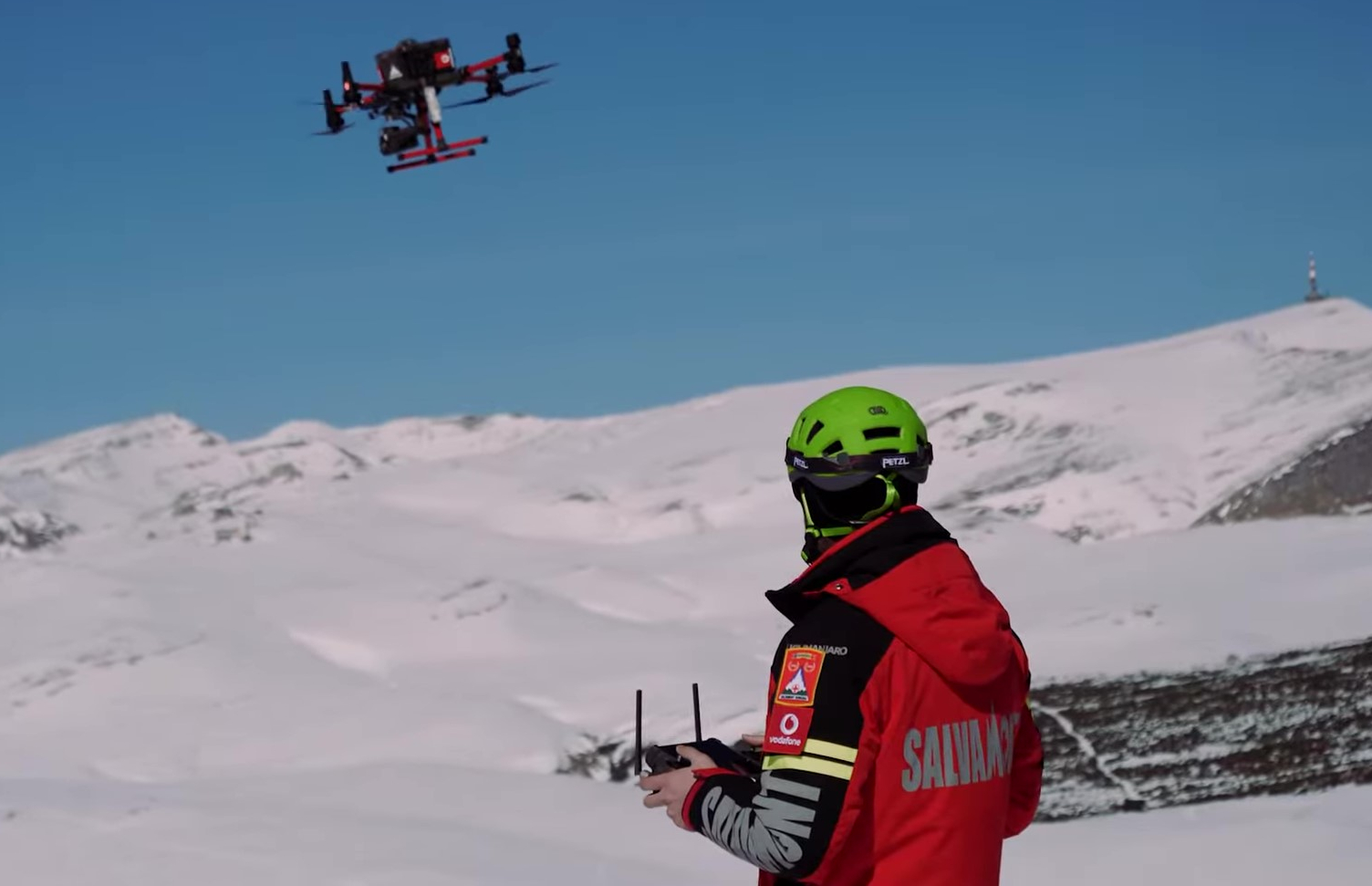
Salvator montan (salvamontist)

In 1905, Asociația Carpatina Transilvana din Sibiu (Der Siebenbürgische Karpatenverein - S.K.V.) a hotărât organizarea echipelor de voluntari pentru acordarea de prim ajutor și evacuarea celor accidentați in Carpații României .  Documentele premergătoare celui de al doilea Război Mondial consemnează organizarea și o serie de acțiuni sporadice de salvare/recuperare determinate de circumstanțe , astfel: 
- În anul 1904, la "Școala de călăuze" organizata de către S.K.V., a fost ținut un curs special de prim ajutor in munți.
- În anuarul S.K.V. din anul 1906, apare descrierea unei operațiuni de salvare făcută de călăuza Ion Cotofan din Avrig, in valea Podragului.
- În anul 1919, este organizat, in cadrul secției S.K.V. din Brașov, primul serviciu de salvare montană, avându-l ca șef pe Iulius Teutsch.
- În anul 1925, se organizează o alta echipa de salvare la secția S.K.V. din Sibiu; dintre șefii acesteia fiind enumerați Heinrich Hann von Hannenheim, Oskar Hoing și Karl Schobel.
- Îot in 1925 se înființează un "pichet de salvare", in cadrul secției din Sinaia a asociației "Hanul Drumeților".
- În anul 1933 ia ființă echipa de salvare montană a asociației "Coștila" din Bușteni.
- În anul 1936 se înființează o alta echipa de salvare in cadrul Asociației Carpatine Ardelene din Brașov.

La începutul anilor 60 turismul montan cunoaște o puternică dezvoltare. Masivele Bucegi, Făgăraș și Piatra Craiului sunt tot mai mult căutate de turiști români și străini, făcând imperios necesara înființarea unor formații de salvare montana.
Montaniarzi înflăcărați precum Toma Boerescu, Alexandru Florcioiu, Emil Fomino, dr. Ioan Giurculescu, dr. Ludovic Györffy, dr. Nicolae Ivan, Nicolae Jitaru, Mihai Sârbu, Aristide Stavros, ș.a. discuta nevoia legiferării operațiunilor de salvare.
Picătura care a umplut paharul a fost tragica avalanșă din 14 februarie 1964 la vest de Curmătura Strunga/Bucegi în care și-au pierdut viața doi tineri.  O echipa de salvare înființată ad-hoc (cu alpiniști din București, Zărnești, Râșnov) a reușit sa recupereze cadavrele după 5 zile de la accident.  Ineficacitatea acestei acțiuni precum și nenumăratele accidente montane survenite odată cu dezvoltarea turismului Carpatin din ultimii ani au cerut o substanțială perfecționare a sistemului de prevenire și salvare.
Ing. Nicolae Grabovschi Sr. din Câmpulung Mușcel a inițiat și executat un lobby persuasiv pe lângă Consiliul National pentru Educație Fizica și Sport și Federația Romana de Turism-Alpinism care s-a finalizat cu „Hotărârea Nr. 140 din 1969 cu privire la prevenirea accidentelor turistice și organizarea acțiunii de salvare in munți” .  Acest document aprobă înființarea echipelor SALVAMONT in 13 localități montane de pe teritoriul României .  Consiliile Populare au primit sarcina de a organiza echipe Salvamont in rândul cărora sa fie selecționați alpiniști și schiori pe baza de voluntariat. Au fost precizate drepturile și îndatoririle acestora și a fost stabilită chiar și o indemnizație de periculozitate.  Se definește de asemeni baremul de dotare cu materiale, echipamente și medicamente.
În anul 1972, se reușește înființarea Școlii Naționale Salvamont (de vara și de iarna), in cadrul căreia se pregătesc viitorii membri.
Odată cu schimbările survenite in societatea românească după 1990, a avut loc și o reorganizare totala a Salvamontului.  La propunerea lui Gheorghe Dunărițiu in 1991 se constituie Asociația Națională a Salvatorilor Montani din Romania (ANSMR). Cei 23 de membri fondatori l-au ales președinte al Asociației pe Mircea Opriș .
In 1994 ANSMR se retrage din cadrul Federației Române de Alpinism și Escaladă și devine independentă, după care se afiliază la forul mondial ICAR-CISA (International Commission for Alpine Rescue) .
Pentru actualizarea serviciului la noile realități, se emite Hotărârea Guvernului nr. 77/2003 privind instituirea unor măsuri pentru prevenirea accidentelor montane și organizarea activității de salvare în munți și se abroga Hotărârea Guvernului nr. 1.269/1996 .  Urmează Hotărârea Guvernului nr. 6/2004, care aprobă salarizarea membrilor Salvamontului și înființează Dispeceratul National Salvamont in parteneriat cu Vodafone.
In prezent Dispeceratul Național Salvamont acoperă 80 de zone montane cu echipe de profesioniști și voluntari care  asigură patrularea preventivă, asigurarea permanenței la punctele și refugiile Salvamont, căutarea persoanei dispărute, acordarea primului ajutor medical în caz de accidentare și transportarea accidentatului sau a bolnavului la proxima unitate sanitară .